# Neolimonia deceptrix
Neolimonia deceptrix är en tvåvingeart som först beskrevs av Alexander 1945.  Neolimonia deceptrix ingår i släktet Neolimonia och familjen småharkrankar. Inga underarter finns listade i Catalogue of Life.